# Klovstens naturreservat
Klovsten är ett naturreservat i Dals-Eds kommun i landskapet Dalsland.
Naturreservatet ligger väster om Bengtsfors mellan sjöarna Stora Le och Lelång och når stränderna av Klovstentjärnet och Trestickan. Det är skyddat sedan 2006 och omfattar 108 hektar. Reservatet förvaltas av Västkuststiftelsen.

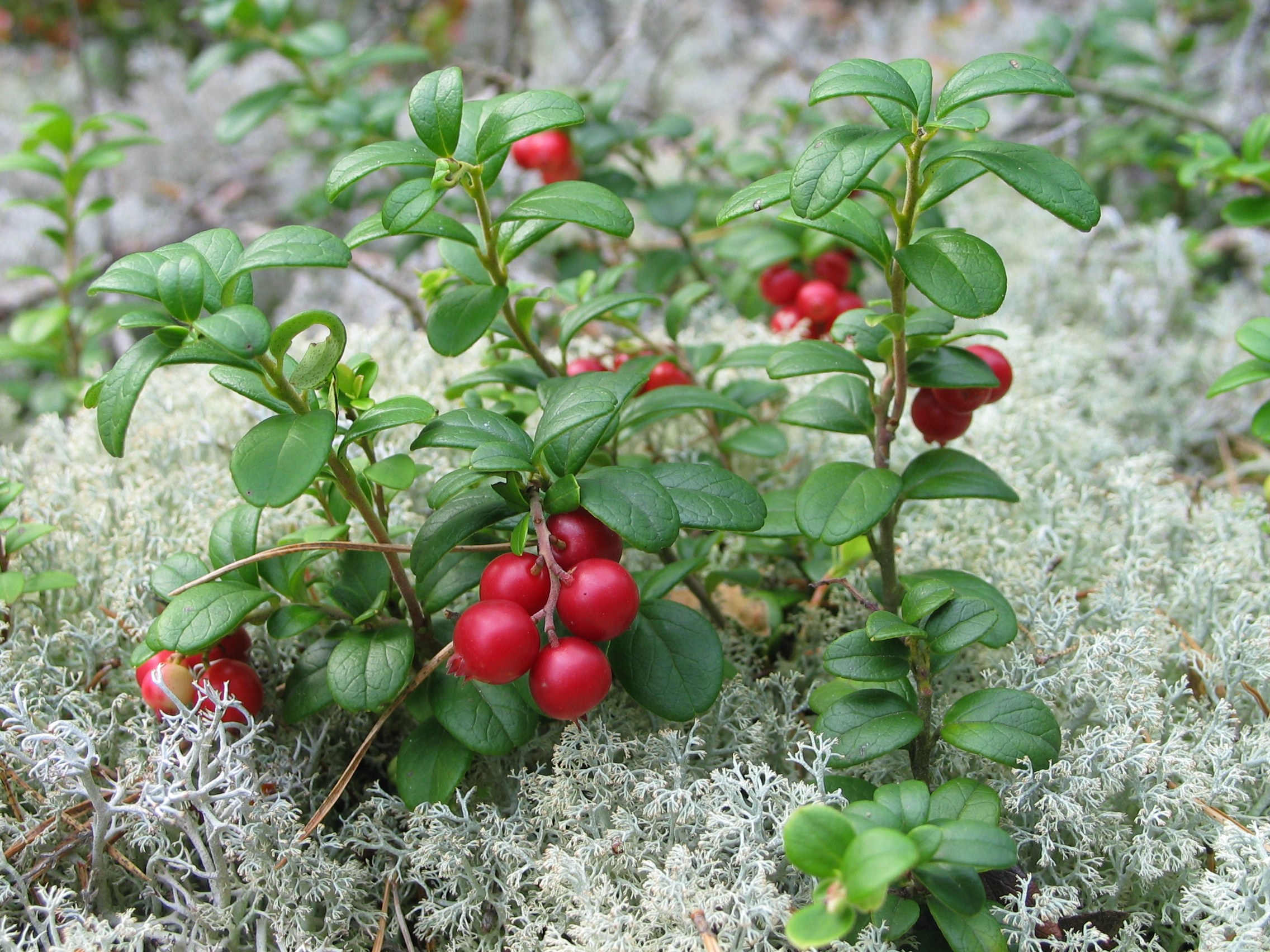
Lingon

Skogen inom området består mest av naturskog med äldre gran och tall. Det finns ett stort inslag av björk och asp. Inom en del områden förekommer fuktiga, granskogsklädda dalgångar, lavklädda hällmarker och mindre sumpskogar och myrmarker. Där finns många signalarter och rödlistade arter, främst lavar och mossor. Där finns ett rikt djur- och växtliv. Tjäder och tretåig hackspett kan ses i området.
Inom reservatet finns en del lämningar efter tidigare gårdar och torp.